# Публий Корнелий Косс
Публий Корнелий Косс (лат. Publius Cornelius Cossus; V век до н. э.) — римский политический деятель из патрицианского рода Корнелиев, военный трибун с консульской властью 415 года до н. э.
Коллегами Публия Корнелия по должности стали Нумерий Фабий Вибулан, Гай Валерий Потит Волуз и Квинт Квинкций Цинциннат. Во время их трибуната, по словам Тита Ливия, велась только война с городом Болы, «даже не заслуживающая упоминания».
В числе военных трибунов с консульской властью 408 года до н. э. Капитолийские фасты называют Публия Корнелия Рутила Косса, но тождество этих двух патрициев исключено: Рутил Косс был сыном Авла и внуком Марка, тогда как трибун 415 года — внук Публия (его патроним утрачен).